# Палгрев, Фрэнсис Тёрнер
Фрэнсис Тёрнер Палгрев (28 сентября 1824 — 24 октября 1897) — британский литературный критик, поэт, преподаватель и чиновник.

## Биография
Был одним из сыновей историка и архивариуса Фрэнсиса Палгрева. В 14-летнем возрасте поступил в школу для мальчиков в Чартерхаусе, в 1843 году путешествовал по Италии и выиграл стипендию для поступления в Баллиол-колледж в Оксфорде. В 1846 году временно прервал обучение, став личным секретарём Уильяма Гладстона, но год спустя вернулся в Оксфорд и получил степень по античной литературе. С 1847 по 1862 год преподавал в Эксетерском колледже (англ. Exeter College, Oxford), с 1849 года работал также в министерстве образования в Уайтхолле. В 1850 занял должность вице-ректорства в педагогическом колледже Неллер-Холл в Туикенеме, где познакомился и подружился с Альфредом Теннисоном. После закрытия этого учреждения вернулся в 1855 году в Уайтхолл, став экспертом в министерстве образования и в конечном итоге помощником его директора. В 1862 году женился. В 1884 году ушёл со своего поста в министерстве образования, а в следующем году стал профессором поэзии в Оксфорде; преподавание продолжал до 1895 года. Умер в Лондоне.
Писал стихи, однако гораздо более известен как литературный критик (хотя некоторые его поэтические произведения были высоко оценены). Главные работы: «Idylls and songs» (1854), «The golden treasyry of english songs» (1861); «Hymns» (1868), «The five days’ entertainment at Whitworth Gronge» (1868), «Lyrical poems» (1871), «The visions of England» (1881), «The life of Jesus Christ illustrated from the Italian painters of the XIV, XV and XVI centuries» (1885), «Amenophis and other poems» (1892).